# Vladimír Myšík
Vladimír Myšík (* 14. října 1951) je český horolezec z Horolezeckého oddílu TJ Lokomotiva Teplice, který zdolal tři osmitisícové vrcholy. Začínal jako cyklista, byl členem národního mužstva v silniční cyklistice i ve výběru na OH. Účastní se lyžařských maratonů.

## Horolezectví
V roce 1993 se pokusil o dosažení vrcholu Makalu I (8 462 m n. m.), dostal se do výše 8 000 m, odkud se musel vrátit pro špatné počasí. Roku 1995 zdolal Čo Oju (8 201 m n. m.). Dne 9. července 1997 vystoupil spolu se Zdeňkem Hrubým a Stanislavem Šilhánem na vrchol Gašerbrum I (8 068 m n. m.), v témže roce vystoupil i na vrchol Gašerbrum II (8 035 m n. m.).